# TT71
La tombe thébaine TT 71 est située à Cheikh Abd el-Gournah, dans la nécropole thébaine, sur la rive ouest du Nil, face à Louxor en Égypte.
C'est la sépulture de Sénènmout, grand intendant de la reine Hatchepsout, précepteur et père nourricier de Néférourê puis Mérytrê-Hatchepsout, filles de Thoutmôsis II et Hatchepsout.

En 1920, Norman de Garis Davies découvre, devant la TT71 un ostracon mentionnant 
« la 7e  année, 4e mois de Peret, et deux jours : début des travaux de ce tombeau... »
En 1930, Herbert Eustis Winlock dégage la tombe qui avait déjà été visitée cent ans auparavant par John Gardner Wilkinson (en 1827-1833), Robert Hay (en 1824-1838), Wild (en 1842-1848) et Karl Richard Lepsius (en 1842-1845).

## Description
La façade de la tombe a été sculptée directement dans le rocher. La porte centrale, encadrée de chaque côté par quatre fenêtres carrées qui permettent de faire entrer la lumière, ouvre sur une salle transversale d'environ 26 m de longueur et 5,2 m de largeur, avec une rangée centrale de huit colonnes également taillées directement dans la roche.
Sur le plafond du hall transversal, les noms des parents de Sénènmout, Ramosé et Hatnéfer, ont été préservés d'une destruction intentionnelle effectuée lors de la période amarnienne. Celui de Sénènmout y apparaît également accompagné d'une malédiction contre tous ceux qui causeraient des dommages à sa tombe : 
En ce qui concerne tout homme, qui causera des dommages à ma statue,

Il ne peut pas suivre le roi de son temps ;

Il ne peut être enterré dans le cimetière de l'ouest ;

Il ne peut être donné toute vie sur terre.
Les murs et le plafond de la TT71 ont été entièrement décorés de scènes colorées. Aujourd'hui, il ne reste que quelques décorations d'origine des murs et du plafond, en particulier neuf fragments de murs lissés, chacun étant conçu comme une stèle et contenant des inscriptions.

### Peintures au plafond de la tombe

Fragments de peinture du plafond de la tombe de Sénènmout
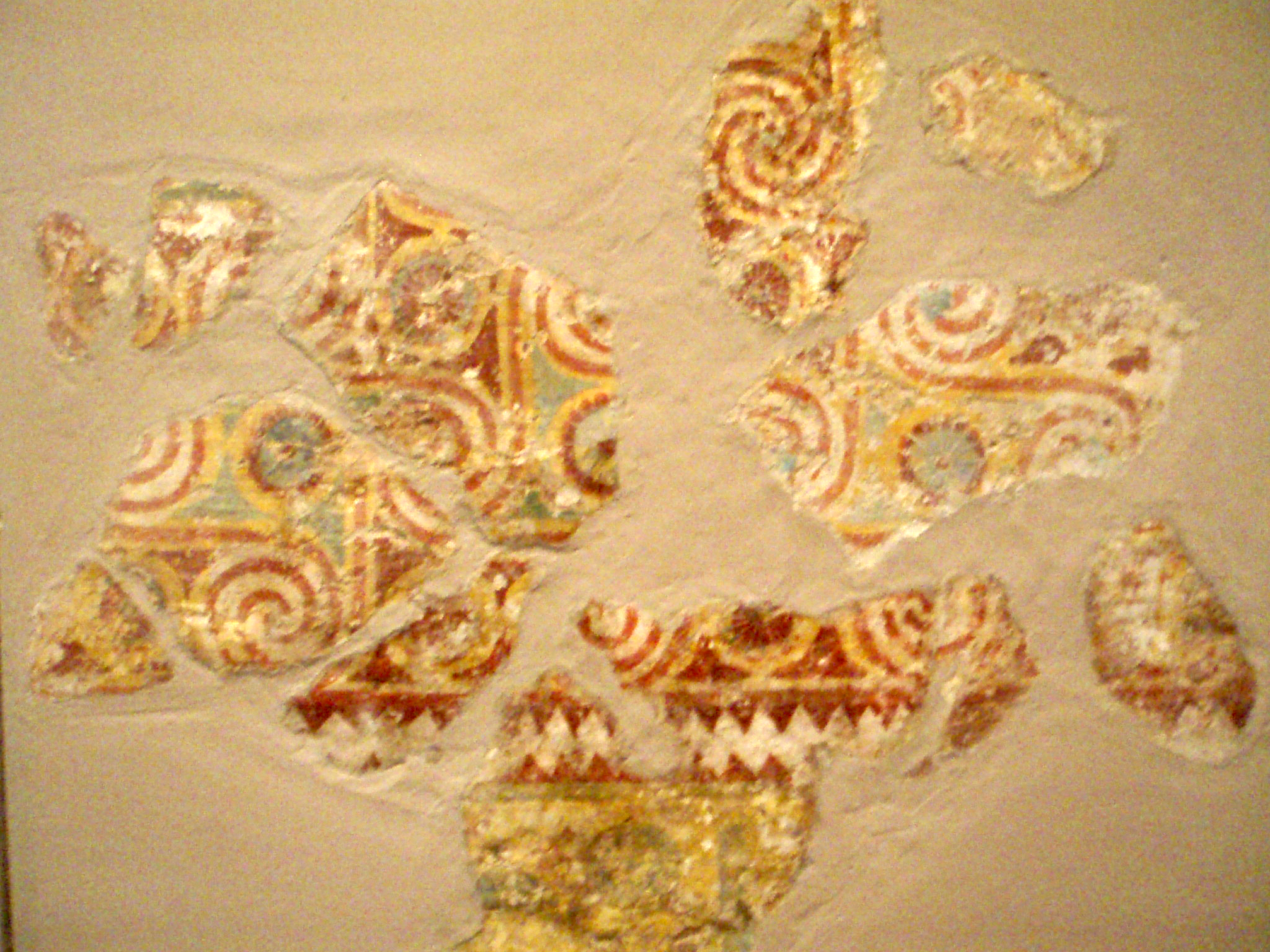
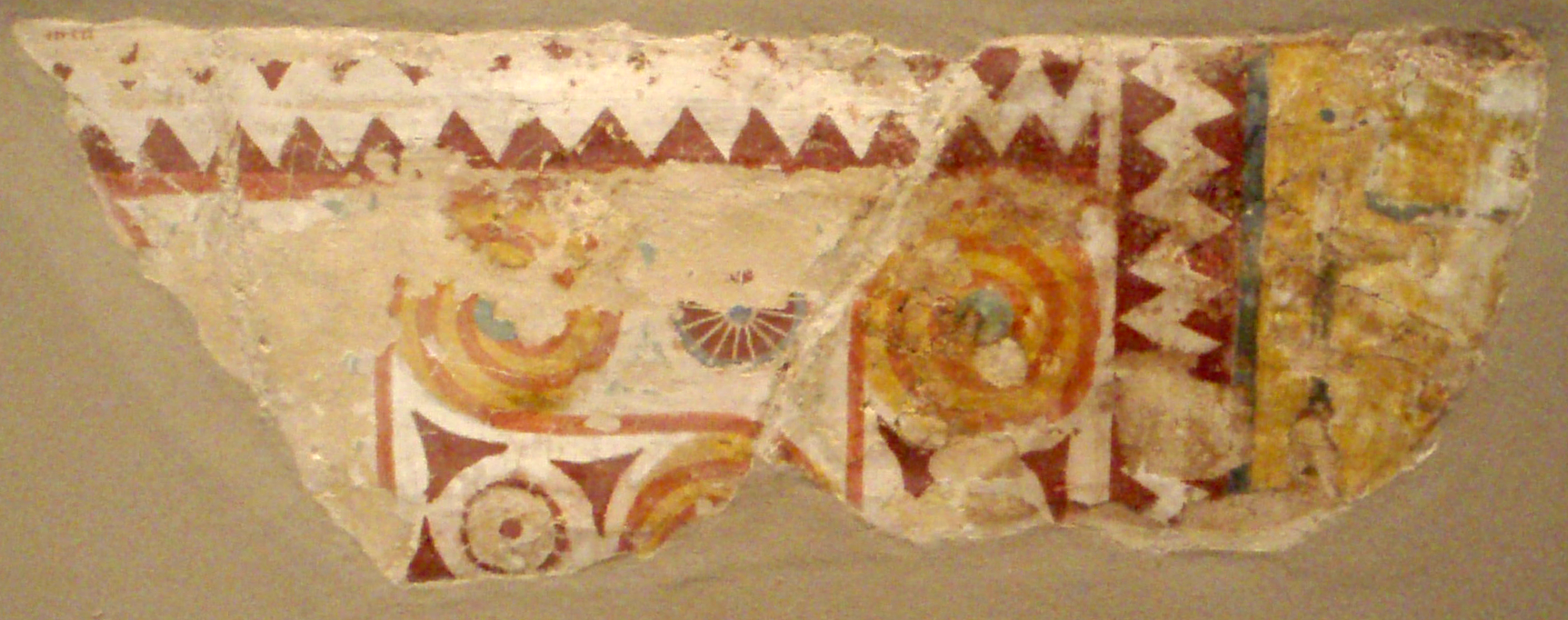
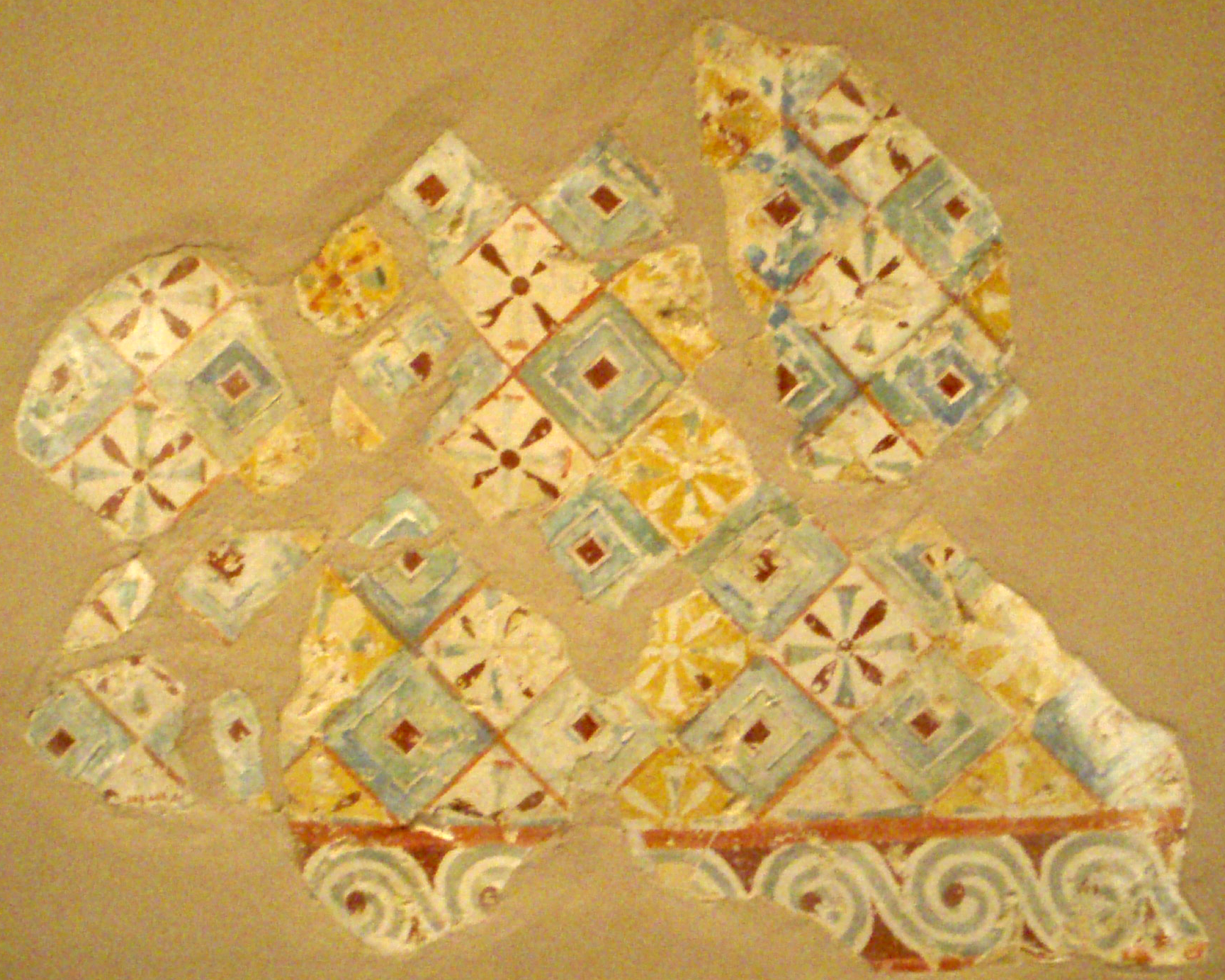

### Tombe des parents de Sénènmout
La tombe de ses parents, Ramosé et Hatnéfer, composée d'une pièce unique, a été découverte sous le parvis de la tombe TT71 par A. Lansing et William Christopher Hayes en 1936. Elle était fermée par une dalle de pierre, maintenue et couverte de mortier blanc. Un petit couloir rectangulaire, jalonné de jambages en calcaire brut conduit dans une petite chambre taillée dans le rocher.